# Live at Arcosanti
Live at Arcosanti è il quarto album dal vivo del gruppo musicale statunitense Puscifer, pubblicato il 12 novembre 2021 dalla Alchemy Recordings.

## Descrizione
Il disco comprende le registrazioni di un film concerto diffuso in streaming dal gruppo il 30 ottobre 2020 in piena pandemia di COVID-19 per festeggiare la pubblicazione del quarto album Existential Reckoning. L'esibizione vede per l'occasione i Puscifer eseguire integralmente l'album nella città di fondazione di Arcosanti, situata nel mezzo del deserto dell'Arizona.

## Tracce
Testi e musiche dei Puscifer.
1. Bread and Circus – 6:28
2. Apocalyptical – 5:20
3. The Underwhelming – 5:02
4. Grey Area – 3:55
5. Theorem – 5:05
6. UPGrade – 4:53
7. Bullet Train to Iowa – 5:08
8. Personal Prometheus – 7:28
9. A Singularity – 5:29
10. Postulous – 3:37
11. Fake Affront – 3:27
12. Bedlamite – 4:49

## Formazione
Hanno partecipato alle registrazioni, secondo le note di copertina:
Gruppo
- Maynard James Keenan – voce
- Mat Mitchell – chitarra elettrica
- Carina Round – voce
- Greg Edwards – basso
- Gunnar Olsen – batteria

Produzione
- Dino Paredes – produzione, regia
- Danny Wimmer – produzione
- Adam Rothlein – regia
- Jon Danovic – montaggio
- David Williams – montaggio introduzione
- Mat Mitchell – direzione creativa, scenografia, missaggio, contenuto video Puscifer
- Sarah Landau – scenografia, progettazione illuminotecnica
- Cary Truelick – direzione della fotografia
- Danny Badorine – ingegneria foldback
- Dave Collins – mastering
- Joe Watrach – programmazione luci
- Alisa Akay – contenuto video Puscifer
- Anna Oliver – acconciature, trucco, costumi
- Mitra Mehvar – fotografia
- Mark "Kahuna" Candelario, Danny Badorine, Jeremy Berman, Smiley Sean, Travos Wade – troupe
- Les Targonsky – direzione della produzione
- Amanda Phelain – produzione
- Mike Nelson – operatore steadycam
- David Desio – operatore steadycam
- Babak Mansouri – operatore gru
- Chris Geiger – operatore gru
- Odin Wadleigh – operatore di ripresa, operatore drone
- Chris Price – b-roll
- Drake Dewar – assistente alla ripresa
- Dane Zarra – grafiche animate